# Paulin Riva
Paulin Riva, född 20 april 1994, är en fransk rugbyspelare. Han ingick i det franska lag som tog guld i sjumannarugby vid OS 2024 i Paris.